# Партизани в степах України
«Партизани в степах України» (рос. «Партизаны в степях Украины») — український радянський чорно-білий художній фільм 1942 року режисера Ігоря Савченка за однойменною п'єсою Олександра Корнійчука.
Знятий в роки радянсько-німецької війни на Київській (в евакуації) та Ашхабадської кіностудіях. Прем'єра фільму відбулася 2 березня 1943 року.

## Сюжет
Війна. Вся територія України опинилася в окупації. Багатьом жителям українських сіл з початком війни довелося розлучитися зі своїм розміреним сільським життям. Обставини змусили сім'ю Саливона Часника, його дружини Палажки та сина Аркадія ховатися від окупантів і разом з іншими односельцями в складі партизанського загону протистояти німцям, щоб повернути свою землю…

## У ролях
- Микола Боголюбов —  Саливон Часник
- Наталія Ужвій —  Пелагея Часник
- Борис Чирков —  дід Тарас
- Антон Дунайський —  дід Остап
- Владислав Красновецький —  Борис Соломонович, лікар
- Лариса Емельянцева —  Катерина
- Володимир Балашов —  Аркаша
- Борис Рунге — Сашко
- Дмитро Мілютенко — Філімон Довгоносик
- Терентій Юра — перекладач
- Євген Пономаренко — німецький офіцер
- Костянтин Кошевський — німецький офіцер
- Іван Клюквин — партизан (немає в титрах)
- Віктор Добровольський — поранений партизан (немає в титрах)

## Творча група
- Автор сценарію: Олександр Корнійчук
- Режисер: Ігор Савченко
- Оператор: Юрій Єкельчик
- Композитор: Сергій Прокоф'єв